# Mister V
Pour les articles homonymes, voir Letexier.
Ne doit pas être confondu avec le film français de 2003, Mister V..
Yvick Letexier, dit Mister V ([mi.stəʁ vi]), né le 14 août 1993 à Grenoble, en Isère, est un vidéaste, humoriste, acteur et rappeur français.
Il s'inscrit dans la première génération d'humoristes français du web aux côtés de Norman Thavaud, Cyprien Iov et Hugo Dessioux. Il publie ses vidéos sur les réseaux sociaux, notamment sur sa chaîne YouTube qui compte plus de 7 millions d'abonnés.
En 2017, il sort son premier album de rap, intitulé Double V. Il atteint la première place du Top Album français et se voit certifié disque de platine. Il sort un deuxième album en 2020, MVP.

## Biographie

### Enfance
Yvick Letexier est né d'un père français fonctionnaire à la mairie de Grenoble et d'une mère informaticienne d'origine camerounaise. Il grandit à Veurey-Voroize, une petite ville de l'agglomération grenobloise. Il était scolarisé au lycée Aristide Bergès à Seyssinet-Pariset, où il obtient son baccalauréat en 2011. Tex, l'animateur de télévision ainsi que le rappeur Lorenzo sont des cousins éloignés d'Yvick,.

### Débuts sur Internet (2008-2010)
Il commence à réaliser des vidéos comiques sous forme de podcast vers 2008 avec The HomeWork Podcast # 1 sur Dailymotion. À l'origine, il crée des vidéos pour s'amuser et amuser ses amis, mais les milliers de vues engendrées par celles-ci le conduisent à poursuivre dans la composition de vidéos délirantes présentées par son personnage, Mister V.

### Premiers buzz
Il se fait remarquer pour la première fois avec sa vidéo Jean-Michel Pokora où il interprète un chanteur reprenant des chants de supporter sur fond de RnB. La vidéo est diffusée dans des émissions comme Morandini ! ou Téléfoot. Un an après, il crée à nouveau le buzz avec sa vidéo Colonel Crado - Toutes les Nuits, une parodie du titre Toutes les nuits de Colonel Reyel, il s'agit de sa première vidéo atteignant le million de vues.

### Carrière
En 2012, à l'âge de 19 ans et sur conseils de son agent, il décide d'emménager seul à Paris pour se consacrer réellement à ses projets professionnels.

#### Zapping Amazing
Le 12 janvier 2012, il participe — aux côtés de Norman et d'autres vidéastes — au spectacle Le Zapping Amazing, réunissant environ 3 000 personnes et dans lequel se succèdent les meilleures vidéos des youtubeurs du moment,.
L'année suivante, ils renouvellent l’événement, mais cette fois avec une tournée dans toute la France et une dernière représentation diffusée en direct du Grand Rex sur W9,.

#### DézappingetLe débarquement(2013-2015)
De 2013 à 2015, il participe au Dézapping du before dans l'émission Le Before du Grand Journal présenté par Thomas Thouroude sur Canal+,.
Fin 2013, il est invité par Jean Dujardin à participer à l'émission de divertissement à sketchs Le débarquement sur Canal+, il participe au sketch Foot : la comédie musicale.

#### Le Woop (2014-2016)
En 2014, il crée avec six autres jeunes humoristes, Hugo Tout Seul, Youssoupha Diaby, Jérémie Dethelot, Mike Kenli, Hakim Jemili et Malcolm TotheWorld, Le Woop, un collectif d'humoristes publiant leurs vidéos sur YouTube et se produisant également sur scène, notamment au Bataclan en octobre 2015 et au Grand Rex en avril 2016.

#### Pattaya(2016)
En 2016, il apparaît dans les films Pattaya de Franck Gastambide et Camping 3 avec Franck Dubosc.

#### Fort Boyard(2016)
En 2016, il participe au jeu télévisé Fort Boyard, dans l'équipe de Franck Gastambide. L'émission est diffusée sur France 2 le 20 août 2016 ,

#### Vine collaborations (2016-2017)
Entre 2016 et 2017, il collabore avec des viners américains comme King Bach, Anwar Jibawi (en) ou encore Amanda Cerny en faisant des mini-vidéos humoristiques sur Facebook et Instagram.

#### Double V(2017)
Le 19 mai 2017, il sort son premier album de rap intitulé Double V . Il se compose de douze morceaux dont quatre en collaboration avec les rappeurs Hayce Lemsi et Volts Face et ses amis Tortoz, Juice et Samy Ceezy.

#### Le Manoir(2017)
En 2017, il participe au film de son ami Kemar Le Manoir. C'est le premier film où Yvick est l'un des personnages principaux.

#### Collaboration Asics (2018)
En octobre 2018, Mister V initie une collaboration avec la marque d'équipement sportif japonaise Asics, proposant une édition limitée de sneakers au couleur de son premier album Double V. La paire de chaussure a été distribuée exclusivement par Courir,.

#### Collaboration Les Produits Laitiers (2019)
En 2016, Mister V parodie l'émission Tellement vrai où il dit subir « la maladie de l’auto-tune ». Sur le ton de l’humour, il reprend la chanson publicitaire des Produits Laitiers (« Les produits laitiers sont nos amis pour la vie »). En 2018, cet extrait est de nouveau diffusé par la société elle-même dans un tweet, où elle invite le youtubeur à jouer dans l'une de ses publicités si le message est retweeté 100 000 fois. La condition réunie, Mister V joue alors le rôle d'un cow-boy qui boit du lait pour donner l'illusion de porter une moustache, puis une barbe.

#### Collaboration Hummel (2020)
En janvier 2020, la marque danoise Hummel choisit Mister V comme son premier ambassadeur en France, lançant leur collaboration avec la Selection by Mister V, inspirée de la collection Hummel HIVE ,.
En septembre 2020, Mister V collabore avec Hummel pour présenter une collection capsule intitulée Hummel x Keneth, centrée autour du thème d'un club fictif, le Venkon Mensa.

#### Pizza Delamama (depuis 2022)
La gamme de pizzas Delamama de Mister V, lancée en février 2022 en partenariat avec l'agence créative d'Universal, A&R Studios, a connu un succès notable sur les marchés d'Auchan et Carrefour . En seulement trois mois après son lancement, elle a enregistré un chiffre d'affaires de 1,4 million d'euros, ce qui lui a valu une place parmi les dix meilleurs lancements de produits de grande consommation de l'année 2022, selon les données de Nielsen IQ .
Cette réussite commerciale s'est accompagnée d'une expansion rapide de la gamme. Mister V a introduit deux nouvelles recettes : la tonno et la jambonito. Ces nouvelles variantes ont été dévoilées à travers des vidéos humoristiques, engageant ainsi sa vaste communauté d'abonnés et alimentant l'engouement pour les pizzas Delamama,.
La pizza Delamama rentre dixième dans les meilleurs projets d’innovation 2022 et reçoit le prix Coup de cœur et le prix de l'Influence du grand prix stratégies de l’Influence 2022.
Après avoir inscrit Delamama sur son écurie au GP Explorer, Mister V transforme Pizza Delamama en une marque à part entière. Mister V s'associe au Paris Basketball pour la saison 2023-2024, plaçant la marque Pizza Delamama sur le maillot du club en Betclic Elite. Ce partenariat, salué par le président du Paris Basketball, David Kahn, symbolise une convergence entre le monde du sport et de la culture populaire ,.
En avril 2024, il lance une série de sneakers Sneakers Delamama en collaboration avec Sneakmart et Flower Instincts. Inspirées de ses pizzas Delamama, les chaussures sont disponibles en cinq coloris limités à 100 exemplaires chacun, soit 500 paires au total. Fabriquées au Portugal avec des matériaux italiens, proposées via un tirage au sort sur l'application Sneakmart.
En mai 2024, Mister V collabore avec KFC à la commercialisation d'un nouveau burger, appelé burger Delamama. Le nouveau produit s'est commercialisé du 15 mai au 11 juin 2024. Le produit comprend trois recettes, dont une végétarienne.
Pour la saison 2024-2025, Pizza Delamama sponsorise le GF 38 l’équipe de foot de Grenoble. Ce partenariat se traduit par la présence du logo de La Pizza Delamama sur la manche du maillot de l’équipe professionnelle, mais aussi sur le maillot de l’équipe féminine et sans oublier la réserve. Plusieurs activations, avec les joueurs, joueuses ou encore les supporters et partenaires, notamment lors de matchs au Stade des Alpes, sont programmées tout au long de la saison. De plus, le GF38 et Mister V proposeront un maillot collector porté lors d’un match à domicile. Ce maillot sera mis en vente en édition limitée. « Je suis un fervent supporter du GF38 depuis l’époque de Lesdiguières où je me rendais quand j’étais gamin voir notre grand attaquant Robert Malm. C’est aujourd’hui une immense fierté de pouvoir contribuer à l’aventure du club grenoblois, à défaut de pouvoir jouer milieu droit (je sais faire quelques jongles mais faut pas me regarder sinon ça me stresse). »

#### Carrière musicale
Le 24 octobre 2013, Mister V créé sa chaîne musicale "Mister V Music", comptabilisant plus d'un million d'abonnés et près de deux cents millions de vues. C'est sur cette chaîne qu'il lance la série des Sapassoupa (« Ça passe, ou pas ? »), des clips de rap dans lesquels les internautes doivent voter à la fin si le morceau leur plaît ou non (« sapass » ou « sapasspa »). Depuis, on l'a vu aux côtés de nombreux rappeurs, comme Hayce Lemsi en 2015 sur le titre Projet Hayce, ou encore avec Tortoz sur plusieurs morceaux. Il travaille également avec le collectif Studio Bagel sur certaines de leurs vidéos.
En 2015, il participe au clip On verra du rappeur Nekfeu.
Il révèle en décembre 2016 sur sa chaine YouTube que son premier album de rap français nommé Double V sort le 19 mai 2017, et dévoile le premier extrait, Top Album, le 28 avril, qui est certifié single d'or en mars 2018. En juillet 2017, Space Jam est certifié single d'or.
Son premier album Double V s'est écoulé à plus de 21 000 exemplaires lors de sa première semaine d'exploitation. Il sera certifié disque d'or le 3 juillet 2017 avec 50 536 albums vendus. Le 7 février 2018, l'album est certifié disque de platine avec plus de 100 000 exemplaires vendus.
En décembre 2019, il sort un feat avec le rappeur PLK nommé Jamais, premier single de son deuxième album MVP janvier 2020. En janvier 2020, il sort Gang avec Dosseh, qui en 2 jours comptabilise 1.6 millions de vues[réf. souhaitée]. MVP est également certifié disque de platine.
En juin 2022, il apparait dans la Mixtape ZZCCMXTP de KronoMuzik, Pandrezz et Ronare, sur les titres Vodka Rhum Contrex (avec Freddy Gladieux) et Captain.
En décembre 2022, il publie avec son groupe de country Les Jones, formé de Freddy Gladieux et Vincent Tirel, une mixtape de quatre titres de country intitulée United States Of Rock.

## Engagements et prises de position
En 2017, Mister V accompagne Jérôme Jarre au Bangladesh. Il intègre la Love Army aux côtés de DJ Snake, Omar Sy ou encore Natoo pour soutenir les Rohingyas.
Depuis 2023, Mister V est engagé auprès de la Banque Alimentaire de l'Isère.
En juin 2024, en vue des élections législatives anticipées, Yvick Letexier partage sur les réseaux sociaux une lettre écrite par Salomé Saqué appelant à voter contre le Rassemblement national. Il déclare notamment : « Je vous invite tous à lire ce post. Et à tous, allez voter le 30 juin et 7 juillet prochains. (Et bien sûr, pas pour des fafs de merde) ».

## Vidéos

### Studio Bagel

#### Saison 1: 2012-2013
- BagelField : serviette
- Marre de te faire recaler en boîte ?
- Le mariage gay
- La Crise : Noël 2012
- Le Raid : Au cœur de l'action
- 200 000 Abonnés : Clip
- L'incroyable destin de Wilfried Destin
- L'Inside : le Tatouage
- L'Inside : Le Tour de magie
- Et si l'alcool ne faisait plus effet ?
- Frenchies in Vegas : Clip

#### Saison 2: 2013-2014
- C'était le Studio Bagel : escabeau
- En couple sur Facebook ? : Miguel
- Le Gang des Clowns : Le présentateur TV
- La Friendzone : Steven, l'ami gay
- L'ultime recours :
- La beauféthie : Denis (Personnage Principal)

#### Saison 3: 2014-2015
- Déjà vu : Le meilleur ami du héros
- La soirée
- Le Casting du Studio Bagel : Lui-même
- Pas très Charlie
- Le Bucket (Avec Kevin Razy) (Sketch Show)

#### Le Tour du Bagel: 2015-2017
- High Crous Musical : Régis
- Ratatouille : Fred
- Clash d’astéroïde : Young Chapo2paille
- Shooter : Shooter

## Filmographie

### Cinéma
- 2016 : Pattaya de Franck Gastambide : un élève de Reza
- 2016 : Camping 3 de Fabien Onteniente : Kevin Ledoux
- 2017 : Le Manoir de Tony Datis : Djamal
- 2018 : Place publique d'Agnès Jaoui : Biggistar
- 2019 : All Inclusive de Fabien Onteniente : Pépito
- 2025 : Banger de So Me : Vestax
- 2025 : McWalter de Simon Astier : McWalter[46]

### Télévision

#### Séries télévisées
- 2020 : Validé de Franck Gastambide : caméo
- 2022 : Le Flambeau : Les Aventuriers de Chupacabra de Jonathan Cohen, Jérémie Galan et Florent Bernard : William
- 2023 : Pamela Rose, la série : Sacha Sho
- 2024 : Terminal de Jamel Debbouze : Passager comptable

#### Émissions
- 2013 : Le Débarquement sur Canal+
- 2013-2015 : Le Dézapping du Before sur Canal+
- 2016 : Le tour du Bagel sur Canal+
- 2016 : Le Woop : Mission Grand Rex sur C8

#### Participations TV
- 2015 : Vendredi tout est permis avec Arthur sur TF1
- 2016 : Fort Boyard sur France 2
- 2018 : Norbert, commis d'office sur 6teR
- 2024 : Comedy Class sur Prime Vidéo
- 2024 : Merci Internet
- 2024 : Loups-garous sur Canal + : voix off

### Courts métrages
- 2015 : McWalter
- 2016 : McWalter et la menace Kibuja
- 2016 : Le Service
- 2018 : McWalter 3
- 2022 : LES JONES

### Web-séries
- 2017 : Tout pour le muscle : Killian Amontana (2 épisodes)
- 2017 : Les Déguns
- 2021 : Les Copains au lait[47] [Partenariat avec Les produits laitiers]

### Doublage
- 2012 : Projet X : Everett (Brady Hender)
- 2021 : Space Jam : Nouvelle ère : lui-même / The Brow (Anthony Davis)
- 2023 : Transformers: Rise of the Beasts : Mirage (Pete Davidson)[48] (voix)

## Spectacles
- 2012 : Le Zapping Amazing, au Grand Rex (avec La Ferme Jérome, Cyprien, Le Palmashow, Kemar, Julfou, Julien Donzé, PV Nova, Spicy Marguerites, Volt, Backstage Rodéo)
- 2013 : Le Zapping Amazing 2 (Tournée dans toute la France)
- 2014-2016 : Le Woop sur scène (Tournée dans toute la France)
- 2015 : Le Woop au Bataclan
- 2016 : Le Woop au Grand Rex

## Discographie

### Albums studio
- 2017 : Double V
- 2020 : MVP

### Apparitions
2013 :
- Leck - XPTDR

2014 :
- Greg Frite - Superstitieux

2015 :
- Ari-L - #Selfish
- Le Woop - Punta kaïra
- Hayce Lemsi - Projet Hayce
- Tortoz, Samy Ceezy, Mister V & Juice - Get Down
- Tortoz, Janna, Samy Ceezy, Mister V & Juice - MQEEBD

2016 :
- Tortoz, Samy Ceezy, Mister V & Juice - VIP
- Franck Gastambide, Malik Bentalha & Mister V - J'lâche pas l'survêtement (Pattaya)
- Tortoz, Samy Ceezy, Mister V et Juice - Bowl

2017 :
- Zaho - Interlude (Laissez-les kouma)

2018 :
- Juice - Good Life (sur l'album Multifruit)
- PLK - Lambo (Taxi 5)
- MB - Faya

2019 :
- Dinor Rdt - Massa (sur l'album Lunettes 2 ski) Or[49]

2020 :
- Juice avec Mister V, Tortoz & Samy Ceezy - Faux frères
- Twinsmatic - Pourquoi
- Caballero & JeanJass - Fons (sur l'album High & Fines Herbes)
- Freakey avec Rowjay & Mister V - Box Office (sur l'album Désolé Pour L'Attente)
- Alkpote - Produit
- Hayce Lemsi avec Volts Face & Mister V - Cœur de pierre
- Matou, Jazzy Bazz - Eldorado

2021 :
- Benab - Harira
- Key Largo - Mieux qu'avant
- Take a Mic - Drogue douce (sur l'album Indisponible)
- Alkpote - Dilemme (sur l'album Ogre)
- Hayce Lemsi - Pour de bon (sur l'album En attendant ELV3)
- Rowjay - London en Maybach (sur l'album Carnaval de Finesse 2 : Les Chroniques d'un Jeune Entrepreneur)
- Di-Meh - Sacem (sur l'album 3ayene & Mektoub)
- Georgio - Près du feu

2022 :
- Juice - Miroir (sur l'album Pas de fleurs sans pluie)
- Roshi - Pleine lune (sur l'album Larosh 1er)
- Kronomuzik, Pandrezz, Mister V, Ronare & Juice, sous le pseudonyme "Clayton Pasoa" - Captain
- Kronomuzik, Pandrezz, Mister V, Ronare & Freddy Gladieux, sous le pseudonyme "Gonevane Jones") - Vodka Rhum Contrex
- Binks Beatz avec Kodes & Mister V - Boulimique (sur l'album Drip Music 2)
- AmineMaTue - La Roja
- Roshi - Ptit coeur

2023 :
- Squeezie, Myd, KronoMuzik, Maskey & Mister V - Spaceship

2024 :
- 8ruki - OH LAla (sur l'album POURquoi!!)

### «Sapassoupa»
- 2013 : Rap gangsta x Diner Mondain (feat. Tortoz & Samy Ceezy)
- 2014 : Loups (feat. Tortoz, Samy Ceezy & Juice)
- 2014 : Rap mélancolique x Vie cool
- 2014 : Le ride
- 2014 : Mia Frye (feat. JSK)
- 2019 : Agamagohenmapoke

### Autres morceaux
- 2015 : Party Night Relou 2 (feat. Le Huss)
- 2015 : Planter les choux (Coco Remix)
- 2015 : Pas le temps de niaiser (feat. Missak)

### Singles
- 2011 : Bouche d'égout (avec Laylow X Sir'Klo)
- 2012 : Summer montagne
- 2013 : Party Night Relou
- 2016 : LAPT
- 2017 : Impact imminent
- 2017 : Top album
- 2017 : Gville (avec Tortoz)
- 2017 : Venice
- 2017 : Apollo
- 2018 : Bonobo
- 2018 : Viano (avec Samy Ceezy)
- 2018 : BTP
- 2018 : Saint Laurent (avec Rowjay)
- 2019 : Jamais (avec PLK)
- 2020 : Gang (avec Dosseh)
- 2021 : Gas (avec Gazo)
- 2023 : Match (avec Kerchak)
- 2023 : Bootleg